# Asphodelus ramosus
Asphodelus ramosus är en grästrädsväxtart som beskrevs av Carl von Linné. Asphodelus ramosus ingår i släktet afodiller, och familjen grästrädsväxter.

## Underarter
Arten delas in i följande underarter:
- A. r. distalis
- A. r. ramosus

## Bildgalleri

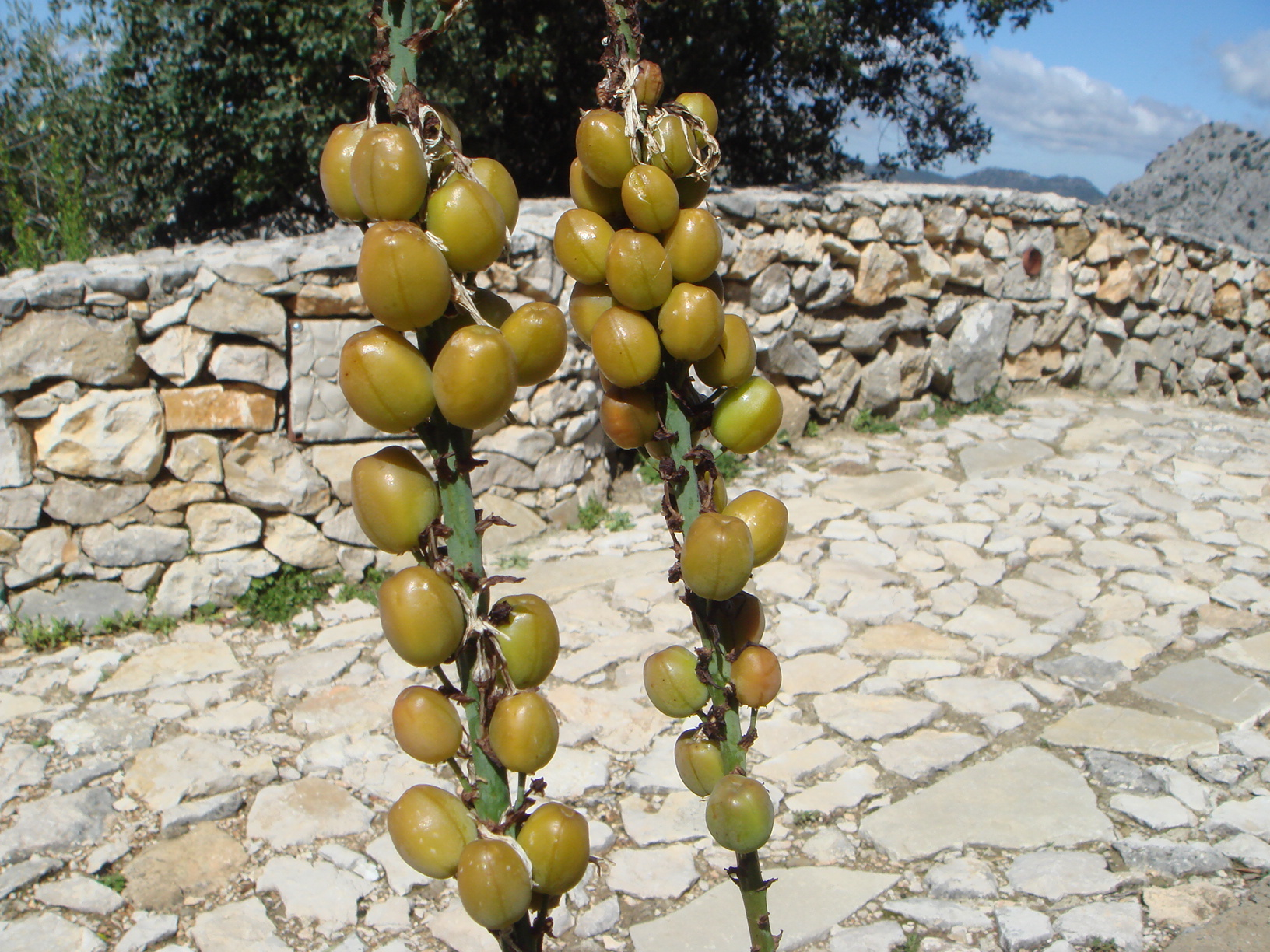
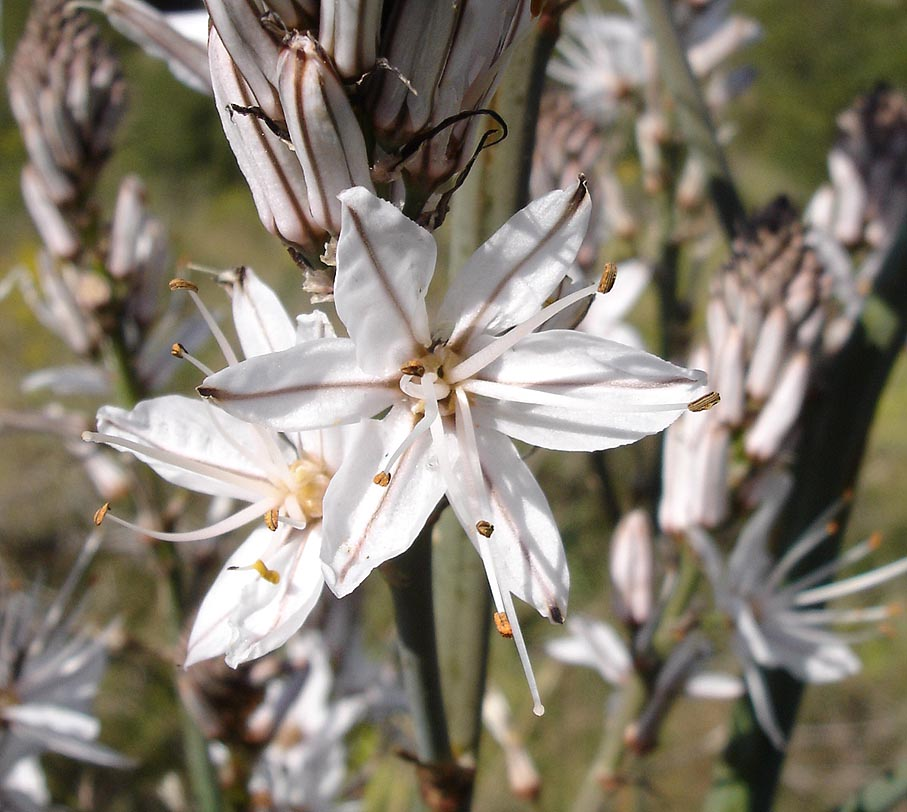
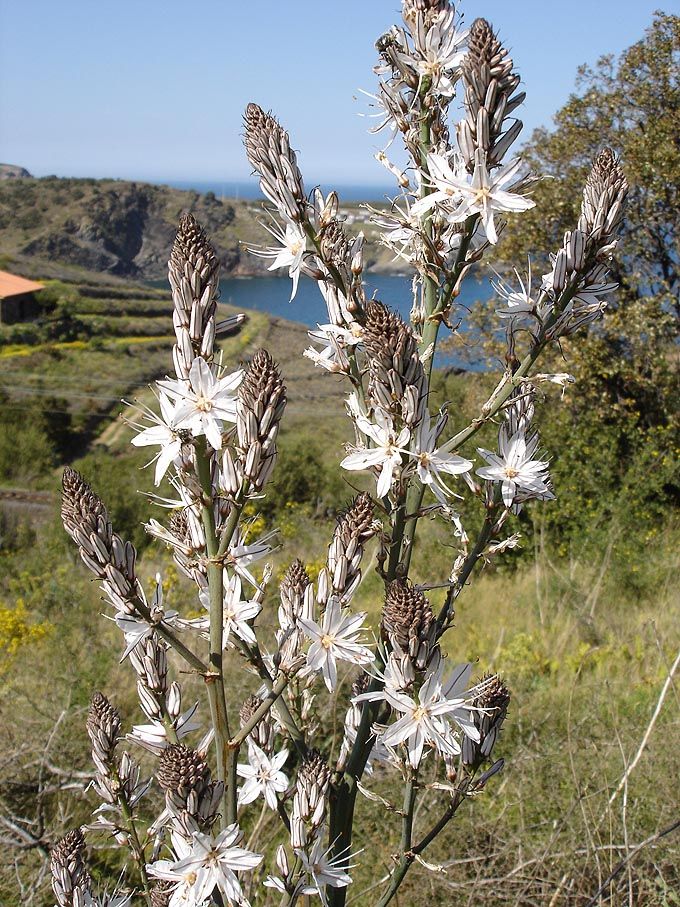
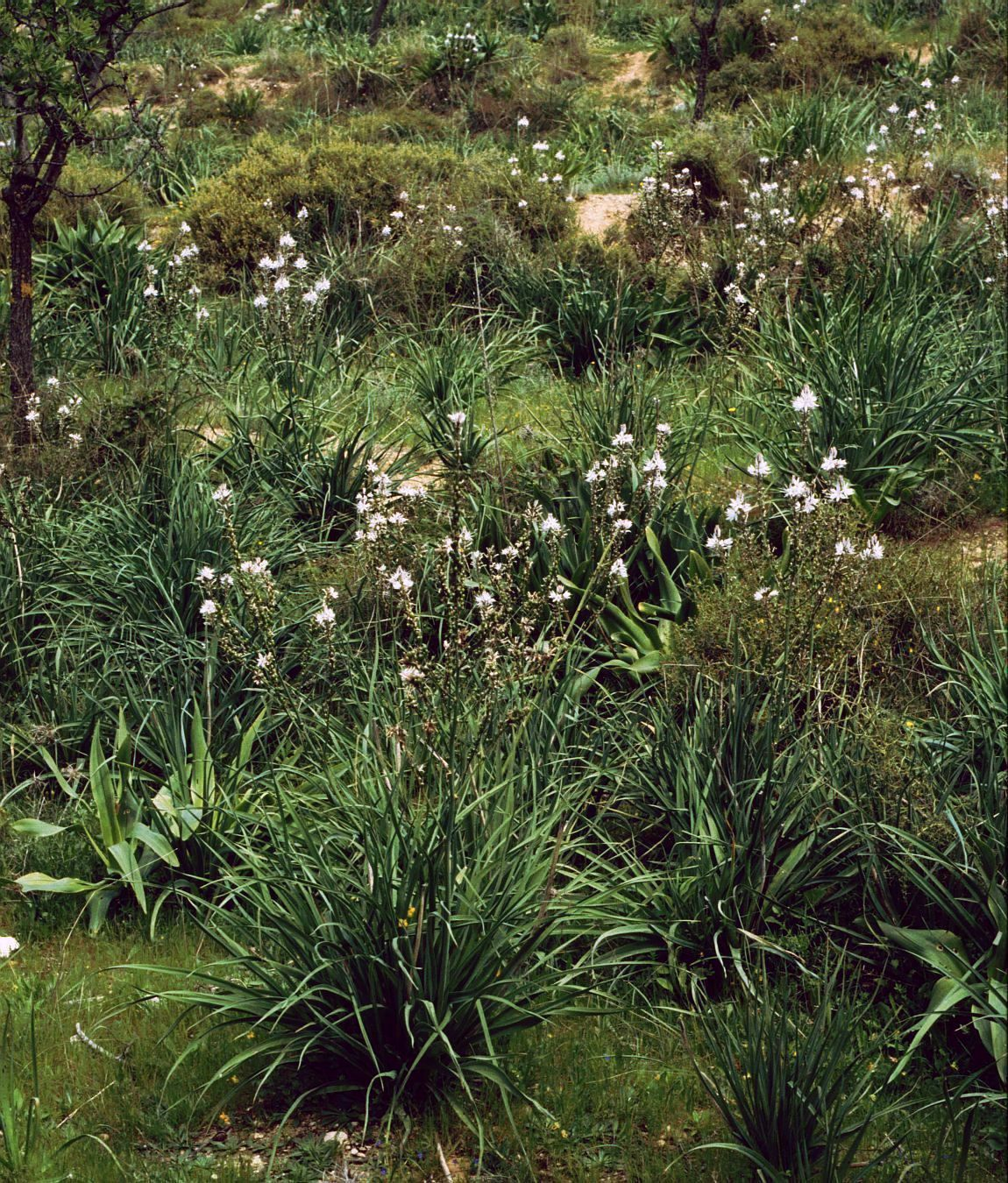
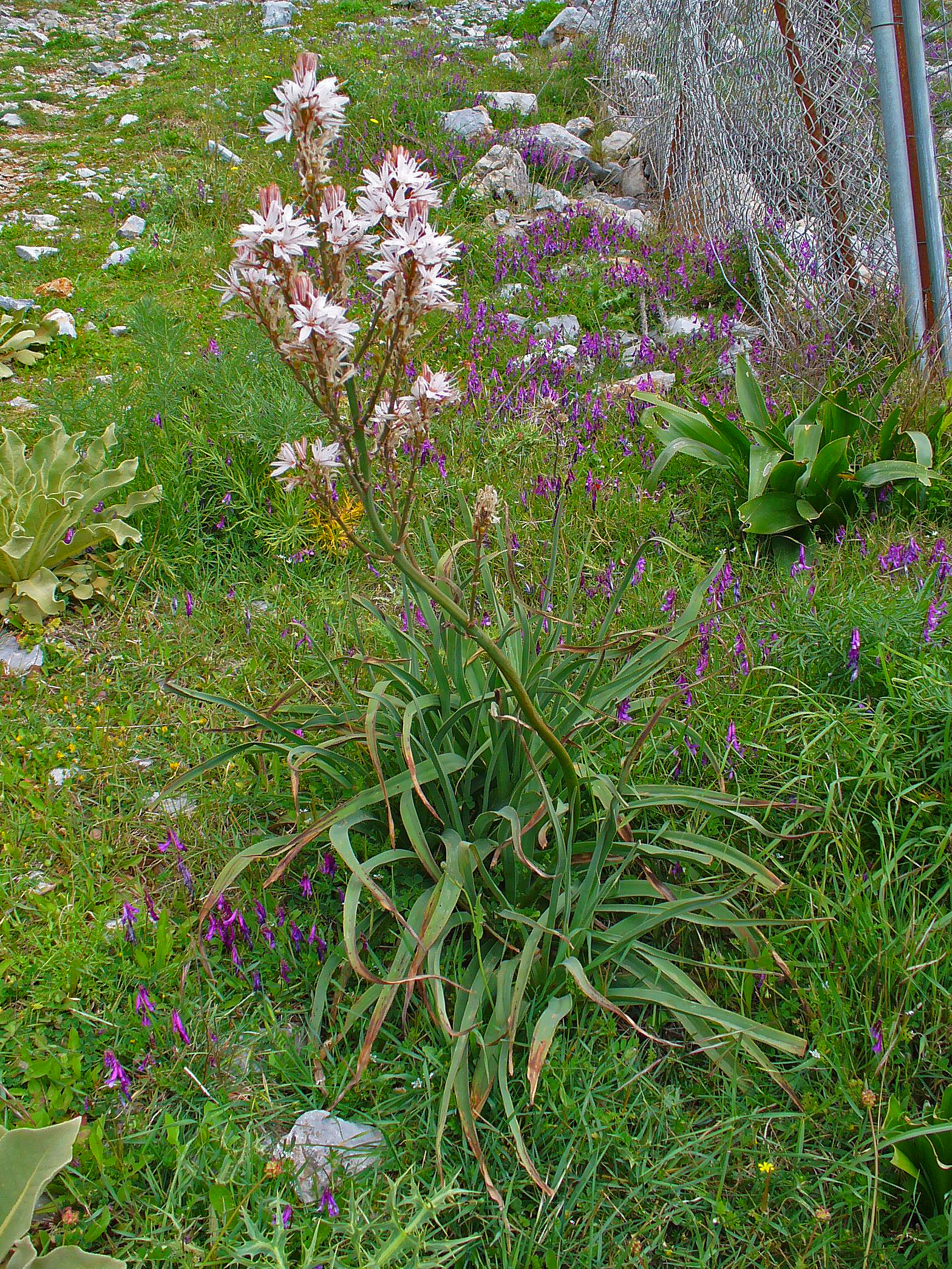
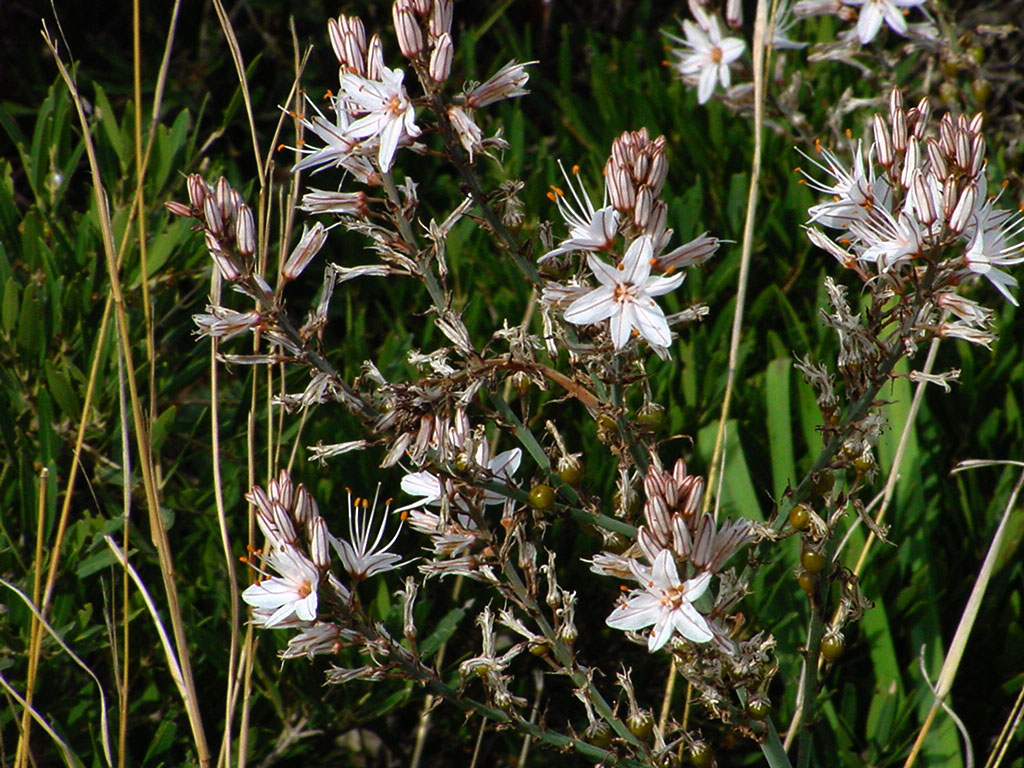